# San Fermin (manzana)
San Fermin es el nombre de una variedad cultivar de manzano (Malus domestica). Está cultivada en la colección del Banco de Germoplasma del manzano de la Universidad Pública de Navarra con el N.º BGM023, ejemplares procedentes de esquejes localizados en Bera localidad en la comarca de Cinco Villas, en la Merindad de Pamplona Navarra.

## Sinónimos
- "Manzana San Fermin",[7][8]
- "San Fermin Sagarra".[9][10]

## Características
El manzano de la variedad 'San Fermin' tiene un vigor medio. El árbol tiene tamaño medio y porte semi erecto, con tendencia a ramificar alta, con hábitos de fructificación en ramos cortos y largos; ramos con pubescencia media; presencia de lenticelas muy escasas; grosor de los ramos medio; longitud de los entrenudos media.
Las flores son de un tamaño medio; con la disposición de los pétalos libres; color de la flor cerrada púrpura, y el color de la flor abierta 
blanco; Época de floración media, con una duración de la floración media. Incompatibilidad de alelos S9 S?.
Las hojas tienen una longitud del limbo de tamaño medio, con color verde, pubescencia presente, con la superficie poco brillante. Forma del limbo es biojival, forma del ápice achatado, forma de los dientes serrados, y la forma de la base del limbo redondeado. Plegamiento del limbo plegado, con porte erguido; estípulas filiformes; longitud del pecíolo medio.
La variedad de manzana 'San Fermin' tiene un fruto de tamaño pequeño, de forma cónica globosa; con color de fondo verde blanquecino, con sobre color de importancia bicolor, color del sobre color naranja, reparto del sobre color en placas continuas, y una sensibilidad al "russeting" (pardeamiento áspero superficial que presentan algunas variedades) débil; con una elevación del pedúnculo sobresale poco, grosor de pedúnculo fino, longitud del pedúnculo media, anchura de la cavidad peduncular pequeña, profundidad cavidad pedúncular pequeña, importancia del "russeting" en cavidad peduncular débil; anchura de la cavidad calicina media, profundidad de la cavidad calicina media, importancia del "russeting" en cavidad calicina débil; apertura de los lóbulos carpelares parcialmente abiertos; apertura del ojo cerrado; color de la carne crema; acidez media, azúcar medio, y firmeza de la carne media.
Época de maduración y recolección muy temprana. Se usa como manzana de elaboración de sidra.

## Susceptibilidades
- Oidio: ataque medio
- Moteado: ataque débil
- Fuego bacteriano: ataque medio
- Carpocapsa: ataque fuerte
- Pulgón verde: ataque fuerte
- Araña roja: ataque fuerte[4][13]